# 经济史
经济史，经济领域的发展历史，是社會科學的核心，经济状态的变迁史，其研究範圍為亚当·斯密的《國民財富的性質和原因的研究》。
經濟史在19世紀從歷史學分離開來成為一門獨立學科，經濟史是研究一定的時期經濟運行狀況、機制及其效果的學科。

## 西方
19世紀西方歷史學界占主導地位的是歷史主義學派，強調真實地再現和理解過去，推崇實證主義，是敘述式史學。19世紀後期，英國學者將經濟史從歷史學分離出來，但仍保持著歷史主義特點，因此仍然屬於歷史學範疇，屬人文科學。當時西方大部分大學也將經濟史安排在人文學院講授且並不專門設立學科。20世紀初出現專用的經濟史理論及專門研究經濟史的學者。瑞典赫克舍爾認為經濟研究應從供給和需求入手。邊際主義和新古典經濟學興起，要素分析和數據資料得到重視，但大多數經濟史學者仍堅持實證主義。
來自英國的經濟史對傳統史學的局限有所突破，比如推動中世紀歷史檔案大規模整理、促使人文歷史成為研究課題、開闢農村和農業史新領域。這使得原本落後的英國史學躋身世界前列。
第二次世界大戰後歷史學和經濟學都發生變革。歷史學開始廣泛採用社會科學的方法來取代歷史主義，從敘述的歷史轉型為分析的歷史。經濟學則興起推崇凱恩斯主義的浪潮，宏觀經濟學和增長理論得到重視。因此，與經濟學和歷史學有緊密關係的經濟史學也發生巨大變化：地理資源、氣候環境、文化等要素得到重視，線性發展被結構分析所取代。此時西方經濟史學可分為三大學派：計量史學、整體觀史學、新制度學派。
2000年，美國出現了稱為資本主義史（History of Capitalism）的新領域，其包含很多經濟史相關的主題，例如保險、銀行監管、商業政策以及資本主義對中產階級、窮人、婦女和少數族裔的影響。

## 中國
中國很早就有不成系統的經濟史，比如《史記·貨殖列傳》中提出的善因論，反對國家對經濟過多的干預和控制，強調自然競爭，讓每個人盡自己的才能獲得最大可能的利益。善因論是一種以放任主義為主，必要時輔以行政、經濟、法律手段的國民經濟管理模式。
自《漢書·食貨志》起，中國歷代都有以國家檔案為主要來源的《食貨志》，其所記錄的經濟事件較為準確。除正史之外還有大量政書中有經濟相關的記載。歷代政府編輯的會要會典也系統的記錄了有關經濟的典章制度。這種關於經濟實踐的記載形成“食貨之學”，成為中國經濟史學的源頭之一。
梁啟超在1903年發表《新史學》，號召“史界革命”。他認為新史學的特征應為“諸學之公理公例”，即利用社會科學的方法研究歷史。次年梁啟超寫成《中國國債史》，成為中國經濟史學出現的標誌。
此後中國經濟史發展迅速。20世紀二三十年代出現了一些較為貫通的社會經濟史專著，西方的經濟史著作被引進中國。一些史學家開始倡導經濟史。中國國內思想界出現大論戰，學者將研究重點從“革命家的歷史”轉向“歷史學家的歷史”。中國經濟史學從政治的附庸轉向自身的學術發展。此時中國出現唯物史觀派和史料考訂派兩大學派。
1934年北京大學法學院創立《食貨》，成為中國第一份“中國社會史專攻”的專業性期刊，被稱為“最著名的社會經濟史雜誌”。
現代是經濟支配一切的時代，我們所需要的，既不是政治史，也不是法律史，而卻為敘述社會現象的發展，社會之歷史的形態，社會形態的變遷之經濟史或社會史。所以現代史學之新傾向，即為社會史學、經濟史學。——朱謙之，《西漢社會經濟研究》
1949年中華人民共和國建立後，經濟史學在中國史學中的地位發生了根本性變化。唯物史觀派從邊緣變為正統。